# Lambel
Em heráldica, um lambel é um móvel geralmente posto em chefe, e frequentemente empregado como brisura.

## Etimologia

Brasão de Anjou: De azur semeado de flores de lis de ouro ao lambel recortado a três pendentes de gules, que é de Anjou.

A palavra lambel vem de uma antiga palavra gala, label, designando um nodo de fitas que se atava ao capacete sobre o tímpano.

Brasão de Clermont-em-Beauvaisis de 1218 à 1252 (Hurepel): de azur semeado de flores de lis de ouro ao lambel a cinco pendentes de gules, que é de Clermont-em-Beauvaisis.

## Aspecto

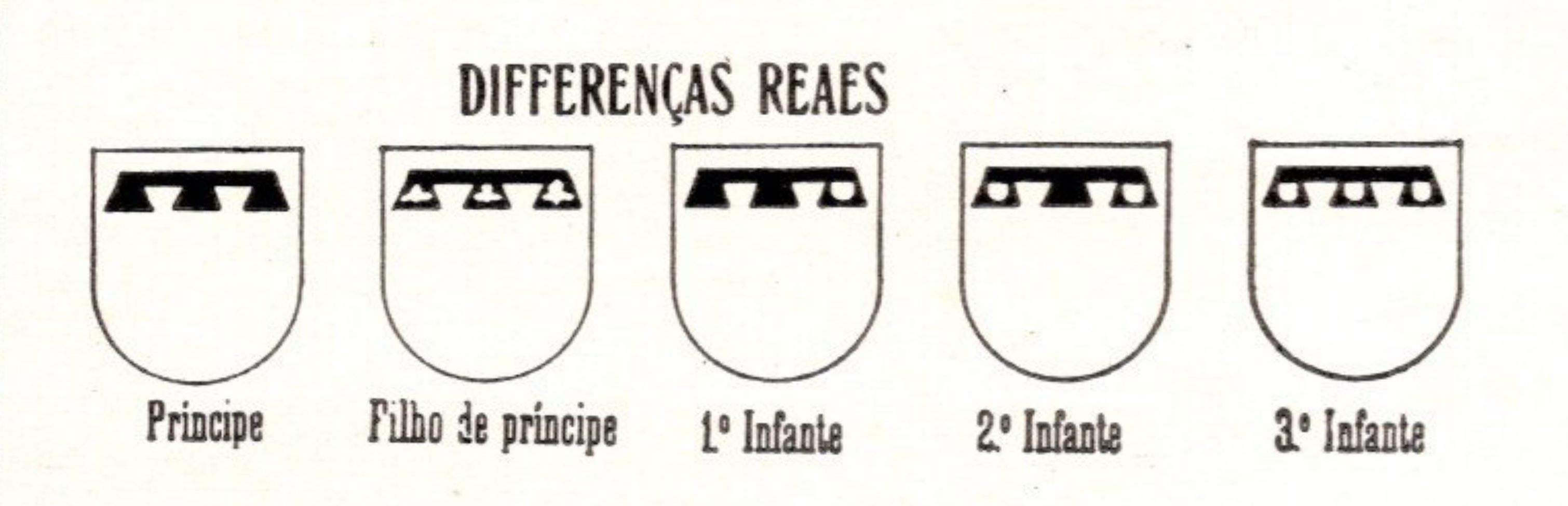
Mostrando a relação de nascimento dos príncipes da realeza portuguesa.

Um lambel está constituído de um travesanho horizontal, frequentemente chamado "fio" e ornamentado de pendentes. Habitualmente, o número de pendentes é de 3, mas sucede que tenha mais ou menos. Neste caso, deve ser assinalado no blasonado. Segundo um longo consenso, o fio não toca as bordas do escudo, e os pendentes são de forma trapezoidal (triangular dizem alguns). J.B. Rietstap em seu "Armorial Geral precedido de um Dicionário de termos do Brasão" de 1887 assinala toda a vez que 'Na idade média os pendentes eram bastante longos, não eram triangulares, mas conservavam a mesma largura sobre toda sua longitude, e o fio se perdia nos flancos do escudo.

Os sires de Beaujeu: de ouro, ao leão de sable armado e lampasado de gules, ao lambel de cinco pendentes de gules, brochante sobre o leão.

## Uso
O lambel está geralmente posto em chefe, salvo exceções. Uma dessas exceções é o brasão dos Sires de Beaujou onde o lambel está posto a metade do escudo. Neste caso, o lambel diz-se brochante sobre o tudo.
Esta brisura toca as bordas do escudo, cujo caso contrário diz-se que está recortada. Duhoux d'Argicourt é, em mudança, de opinião que não deve nunca tocar as bordas.
Em princípio, servia de brisura aos filhos mais velhos do mesmo pai. À morte do pai, o filho maior tomava posse da herança, incluídas as armarias. O lambel ia então ao brasão do filho menor.
Por consequência, as famílias descendentes dos filhos menores, tomaram o hábito de portar o lambel sobre seu brasão. Fazendo-o a brisura mais utilizada.